# Versorgungsheimkirche

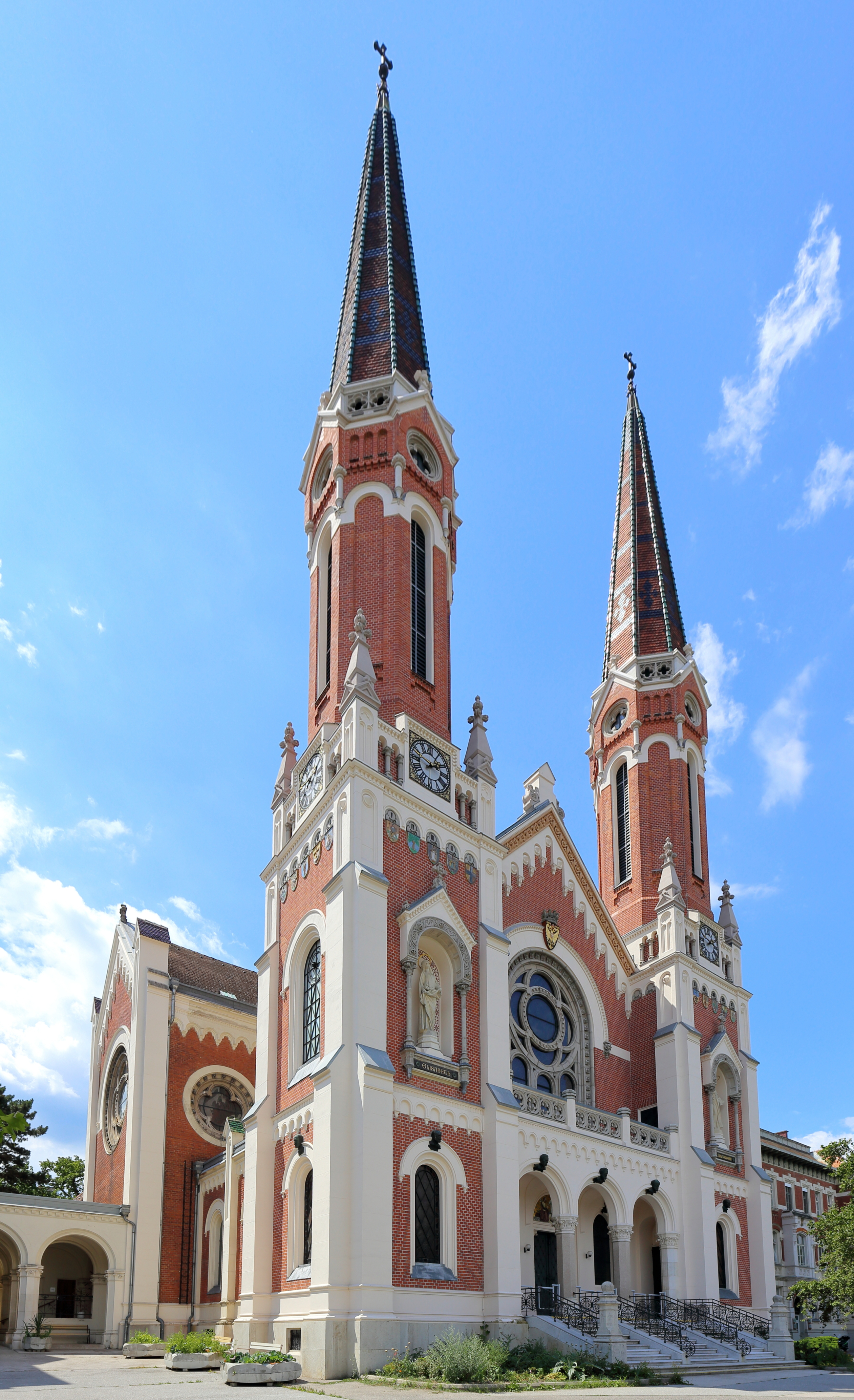
Südostansicht der Versorgungsheimkirche

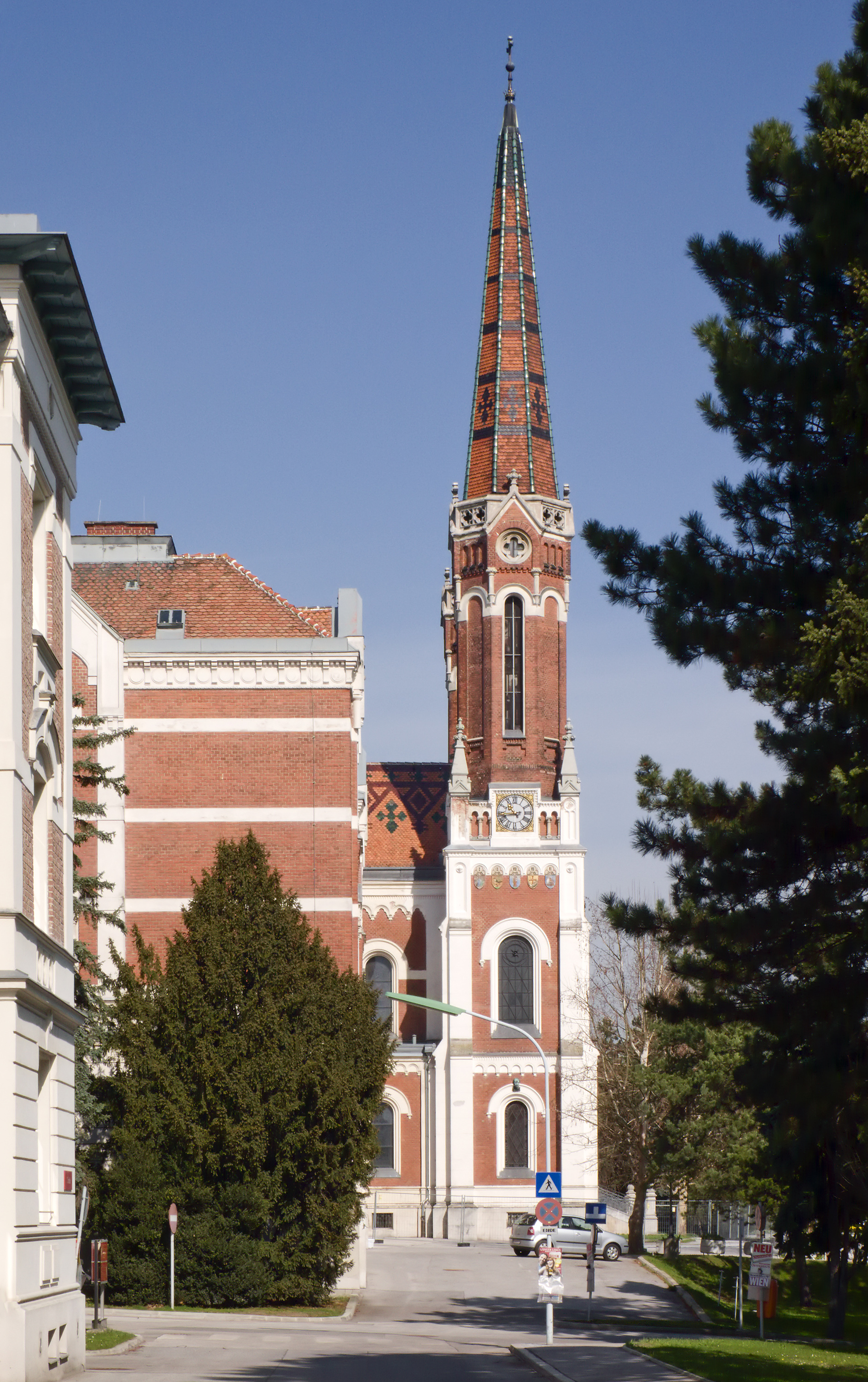
Turm der Versorgungsheimkirche

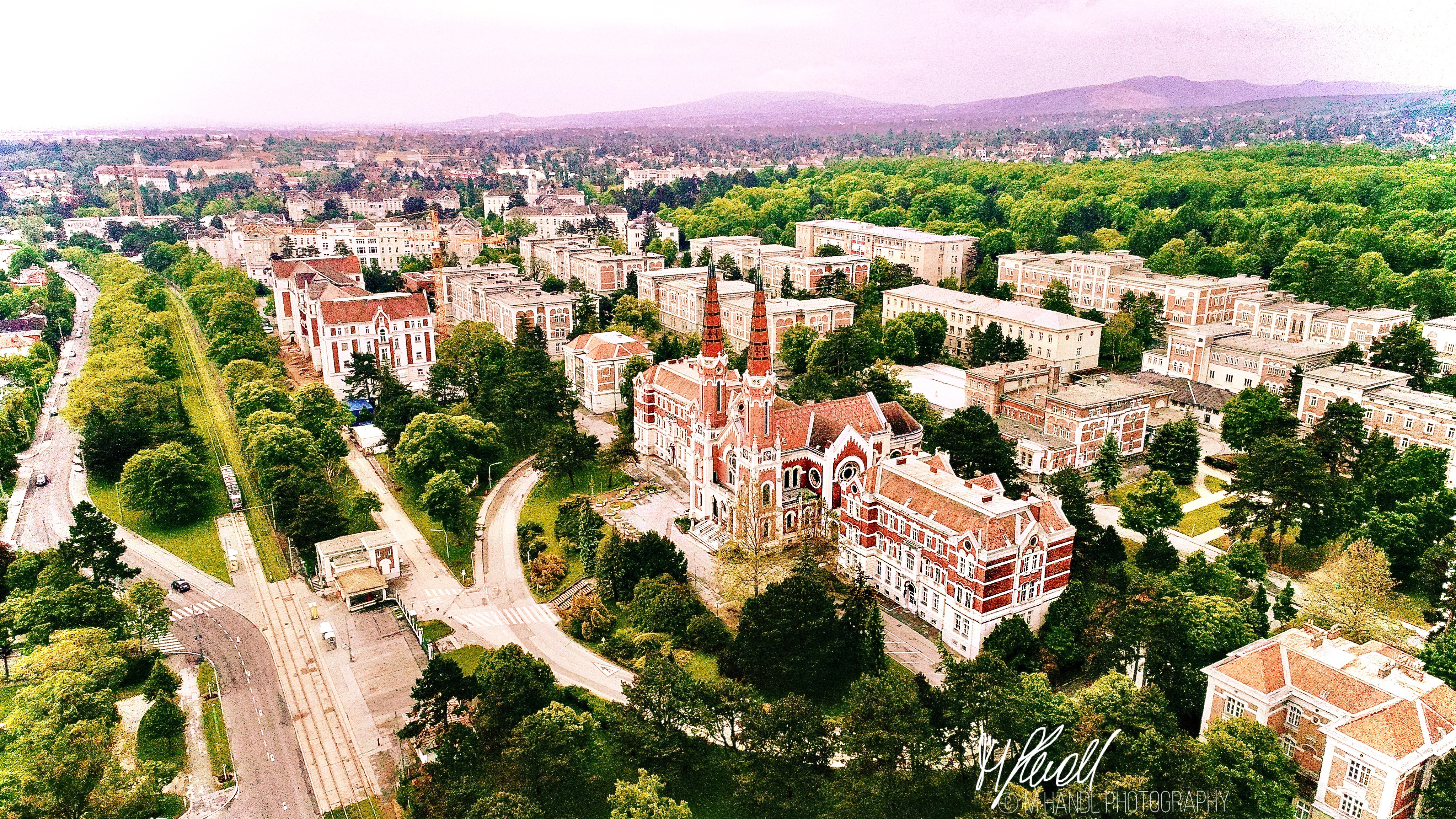
Drohnenaufnahme der Versorgungsheimkirche

Die Versorgungsheimkirche hl. Karl Borromäus ist eine Anstaltskirche des Geriatriezentrums Am Wienerwald der Gemeinde Wien im Bezirksteil Lainz im 13. Wiener Gemeindebezirk Hietzing.

## Karl-Borromäus-Kirche
Die neoromanische Sichtziegelbasilika mit auf doppelter Höhe ausgeführten und leicht vorgestellten Doppeltürmen wirkt hinter einer dreifach abgestuften Freitreppe mächtig überragend. Zur Höhe kommt die Breite, weil die Kirche in der Mittelachse eines vierstufigen Pavillonsystems in der ersten durchgehenden Reihe steht und sich seitlich über links und rechts angebundene Verwaltungsgebäude breit einfügt. In der Mittelachse schließen hinter der Kirche die Küche und weitere Verwaltungsgebäude und das ehemalige Kloster an. Die architektonische Einheit der Mittelachse und der Pavillonreihen wurde vom Wiener Stadtbauamt von Rudolf Helmreich und Johann Nepomuk Scheiringer geplant und unter Bürgermeister Karl Lueger in den Jahren 1902 bis 1904 errichtet.
Beide Türme werden unten durch eine dreibogige Arkade als Eingang mit obiger Terrasse mit Maßwerkbrüstung verbunden. Hier gibt es Plastiken mit der Darstellung von Engeln von Franz Vogl und Emmerich Alexander Swoboda. In der Turmfront im zweiten Geschoß in Rundbogennischen befinden sich die Figuren der Hl. Elisabeth und des Hl. Karl Borromäus von Hans Rathausky. Der Giebel des Kirchenschiffes hat ein großes Maßwerkfenster und ein Rundbogenfries als Randung. Auf dem Giebel steht eine Engelsfigur aus Zinkguss von Josef Heu. Als Keilsteine im Maßwerk der vorderen Kirchenfront dienen Bronzebüsten von verdienten Persönlichkeiten des Kirchenbaus von Georg Leisek. Im Tympanon des Hauptportals ist ein Mosaik Heilige Familie von der Tiroler Glasmalerei-Anstalt.
Dem 3-schiffigen und 5-jochigen Langhaus mit offenem Dachstuhl sind mittig links und rechts Verbindungstrakte mit Stiegenhäusern zu Verwaltungsgebäuden angebunden. Dem Chor ist links und rechts eine Apsiskapelle beigestellt. Wandmalerei von Franz Fischer. An den Wänden und der Brüstung der Orgelempore Wappenschilde der Wiener Genossenschaften von Hans Seidler. Glasmalerei von der Tiroler Glasmalerei-Anstalt und der Firma Geyling.

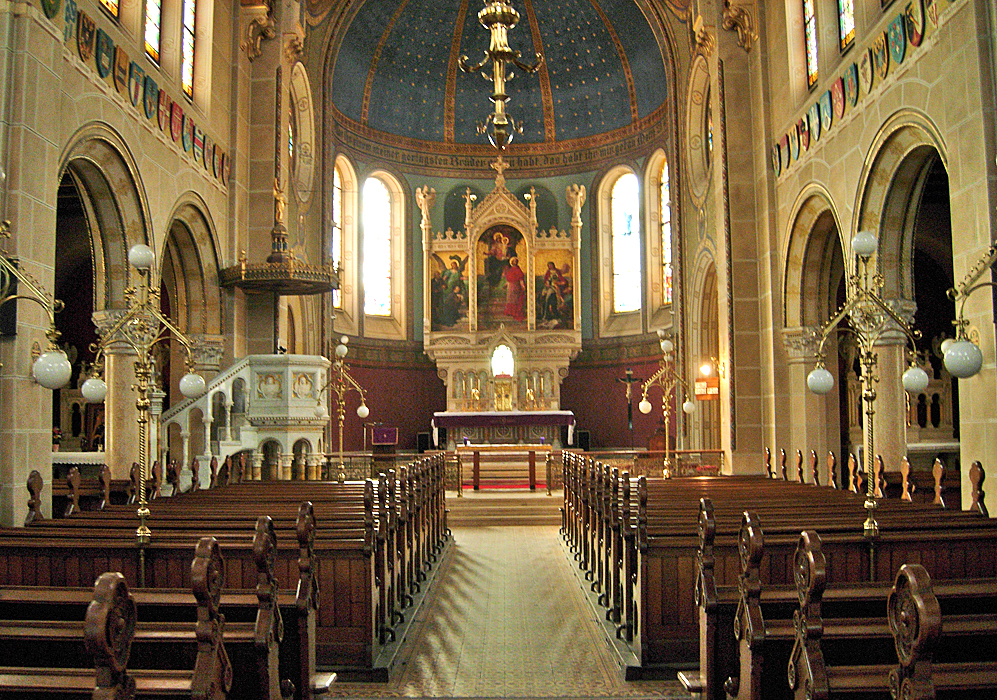
Innenansicht

Der Hochaltar und die Marmorkanzel aus der Bauzeit ist von Eduard Hauser, das Triptychon von Hans Zatzka. Seitenaltäre an den Stirnwänden der Seitenschiffe mit Figuren von Theodor Khuen. Über dem Schalldeckel der Kanzel Engelsfigur von Josef Baumgartner. Die Orgel, die von einem neoromanischen Gehäuse beherbergt wird, stammt von Franz Josef Swoboda. Kreuzwegreliefs von Theodor Khuen. Tischlerarbeiten, wie Kirchengestühl, Beichtstuhl und filigranes Kommuniongitter von Alexander Knotz.

## Ehemalige Kapellen im Geriatriezentrum
Das ehemalige Klostergebäude mit ehemaliger Kapelle im obigen hinteren Bereich der Mittelachse wird als Verwaltungsgebäude genutzt.
Das Leichenhaus mit ehemals evangelischer Einsegnungskapelle mit Kuppel am äußersten Nordrand der Gesamtanlage ist ohne Nutzung. Die floralen Buntglasfenster stammen von Andreas Seipl. Die Schablonenmalerei und der Sternenhimmel sind original erhalten. Der geschnitzte Altar mit Steinkruzifix ist ein Werk von Josef Heindl.